# David Finer
David Finer, född 1 oktober 1949 i London i Storbritannien, är en svensk vetenskapsjournalist, författare, översättare och informatör.
David Finer kom till Sverige som sjuåring tillsammans med sina föräldrar: läkaren Basil Finer och sångerskan Dorothy Irving. Han blev efter akademiska studier medicine licentiat och har verkat som medicinjournalist i press, radio och tv men också som informatör på Socialdepartementet och på Karolinska Institutet. Finer är författare till en rad publikationer i ämnen som barnsjukdomar, smärta, dyslexi, hälsa och medier, en del tillsammans med andra författare. Han har också gjort översättningar inom dessa ämnen.
David Finer är sedan 1979 gift med dans- och psykoterapeuten Francine Lee Mirro-Finer (ogift Savitz), född 1942 i New York. Tillsammans fick de döttrarna Zoie Finer 1978 och Sarah Dawn Finer 1981, som båda är sångerskor. Han är också styvfar till Rennie Mirro.